# Kratochvílit
Kratochvílit (auch Kratochwilit) ist ein sehr selten vorkommendes Mineral aus der Mineralklasse der „Organischen Verbindungen“ mit der chemischen Zusammensetzung C13H10 und damit chemisch gesehen Fluoren aus der Gruppe der polycyclischen aromatischen Kohlenwasserstoffe.
Kratochvílit kristallisiert im orthorhombischen Kristallsystem und entwickelt meist kleine, tafelige bis plattige Kristalle von wenigen Millimetern Größe mit einem perlmuttähnlichen Glanz auf den Oberflächen. In reiner Form ist Kratochvílit farblos und durchsichtig. Durch vielfache Lichtbrechung aufgrund von Gitterfehlern oder polykristalliner Ausbildung kann er aber auch durchscheinend weiß sein.

## Etymologie und Geschichte
Entdeckt wurde Kratochvílit im ehemaligen Steinkohle-Bergwerk Kladno (auch Grube Schöller) bei Libušin im Okres Kladno in der tschechischen Region Středočeský kraj (deutsch Mittelböhmen). Die Erstbeschreibung erfolgte 1937 durch Rudolf Rost, der das Mineral nach Josef Kratochvíl (1878–1958), einem tschechischen Professor der Petrographie, benannte.
Da Kratochvílit bereits lange vor der Gründung der International Mineralogical Association (IMA) 1958 bekannt und allgemein als eigenständige Mineralart anerkannt war, wurde die Anerkennung als sogenanntes „Grandfathered“ Mineral von der IMA übernommen.
Das Typmaterial des Minerals soll verloren gegangen sein.

## Klassifikation
Bereits in der veralteten 8. Auflage der Mineralsystematik nach Strunz gehörte der Kratochvílit zur Mineralklasse der „Organischen Verbindungen“ und dort zur Abteilung der „Kohlenwasserstoffe“, wo er zusammen mit Branchit (früher: Hartit), Dinit, Fichtelit, Flagstaffit, Karpathit, Phylloretin (Q) und Simonellit sowie im Anhang mit Graebeit (Q), Idrialin (Curtisit), Kladnoit, Refikit (Reficit), Scharizerit (Q) und Ulmit (Q) die Gruppe der „Carbocyclischen Verbindungen“ mit der System-Nr. IX/B.02 bildete.
Im Lapis-Mineralienverzeichnis nach Stefan Weiß, das sich aus Rücksicht auf private Sammler und institutionelle Sammlungen noch nach dieser alten Form der Systematik von Karl Hugo Strunz richtet, erhielt das Mineral die System- und Mineral-Nr. IX/B.02-10. In der „Lapis-Systematik“ entspricht dies ebenfalls der Klasse der „Organischen Verbindungen“, dort allerdings der Abteilung „Stickstoff-freie Kohlenwasserstoffe“, wo Kratochvílit zusammen mit Branchit (früher: Hartit), Dinit, Fichtelit, Flagstaffit, Hoelit, Idrialin, Karpathit, Phylloretin, Ravatit, Refikit, Simonellit und Wampenit die Gruppe der stickstofffreien Kohlenwasserstoffe mit ringförmigen Strukturen bildet (Stand 2018).
Auch die seit 2001 gültige und von der International Mineralogical Association (IMA) zuletzt 2009 aktualisierte 9. Auflage der Strunz’schen Mineralsystematik ordnet den Kratochvílit in die Abteilung der „Kohlenwasserstoffe“ ein. Dort bildet das Mineral als einziges Mitglied die unbenannte Gruppe 10.BA.25 innerhalb der unbenannten Unterabteilung „A“.
Die vorwiegend im englischen Sprachraum gebräuchliche Systematik der Minerale nach Dana ordnet den Kratochvílit ebenfalls in die Klasse und gleichnamige Abteilung der „Organischen Minerale“ ein. Hier ist er als einziges Mitglied in der unbenannten Gruppe 50.03.01 innerhalb der Unterabteilung „Salze organischer Säuren (Kohlenwasserstoffe)“ zu finden.

## Kristallstruktur
Kratochvílit kristallisiert im orthorhombischen Kristallsystem in der Raumgruppe Pna21 (Raumgruppen-Nr. 33) mit den Gitterparametern a = 8,514 Å, b = 5,744 Å und c = 18,52 Å sowie vier Formeleinheiten pro Elementarzelle.

## Eigenschaften
Kratovílit zeigt unter kurzwelligem UV-Licht eine starke blauviolette Fluoreszenz. Das Mineral (chemisch Fluoren) ist geruchlos.

## Bildung und Fundorte
Kratovílit bildet sich in brennenden, pyrithaltigen Schiefer- oder Kohle-Lagerstätten (Kohlenbrand). Andere hier gebildete Verbindungen sind Epsomit, Letovicit, Mascagnin, Rosickýit (β-Schwefel), Rostit (auch Lapparentit), (α-)Schwefel, (γ-)Selen und Tschermigit. Typische Paragenesen sind allerdings nicht bekannt.
Außer an seiner Typlokalität, der Grube Kladno in Mittelböhmen, konnte Kratovílit in Tschechien nur noch in der Kohlegrube Kateřina (Katerina) Radvanice v Čechách (deutsch Radowenz) im Královéhradecký kraj (deutsch Königgrätzer Region) entdeckt werden.
In Deutschland fand sich das Mineral im Königin-Carola-Schacht bei Freital in Sachsen und in der Grube Anna bei Alsdorf in Nordrhein-Westfalen. Der einzige weitere bekannte Fundort ist die Bergbaudeponie Alpy bei Wełnowiec nahe Katowice in der polnischen Woiwodschaft Schlesien.